# Lobthorpe
Lobthorpe – przysiółek w Anglii, w hrabstwie Lincolnshire. Leży 15,9 km od miasta Grantham, 50,3 km od Lincoln i 144,4 km od Londynu. Lobthorpe jest wspomniana w Domesday Book (1086) jako Lopintorp.